# 当山派

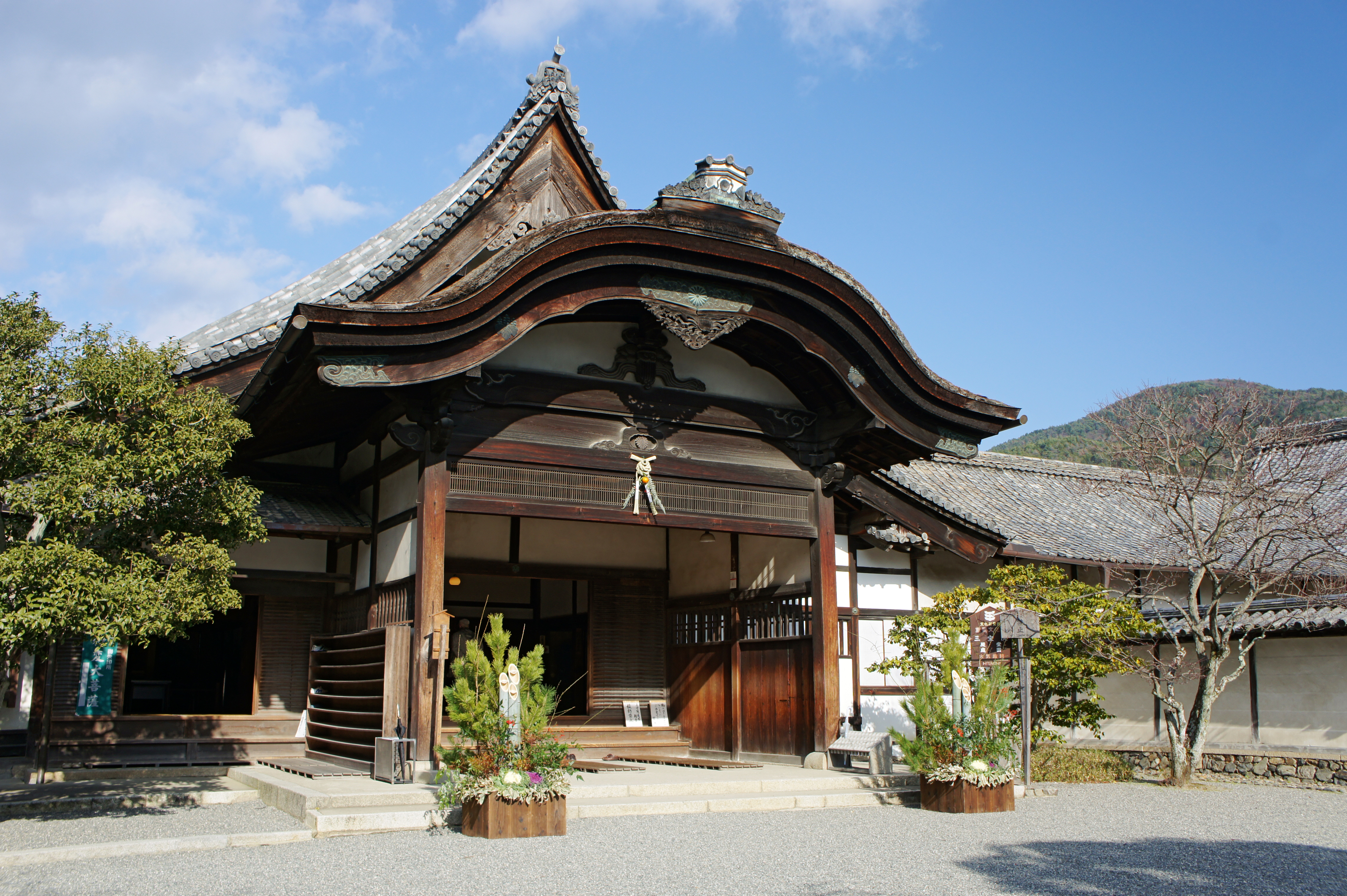
三宝院

当山派（とうざんは）は、平安時代から江戸時代にかけて存在した真言宗系の修験道の一派。金峯山を拠点とし、三宝院（醍醐寺）を本寺とした。

## 概要
平安時代、9世紀に聖宝が金峯山を山岳修行の拠点として以降、金峯山及び大峯山での山岳修行は真言宗の修験者によって行われるようになった。鎌倉時代に入ると、畿内周辺にいた、金剛峯寺や興福寺・法隆寺などの真言宗系の修験者が大峯山中の小笹（おざさ、現在の奈良県天川村洞川（どろがわ）地区）を拠点に結衆し、「当山方大峯正大先達衆（とうざんがたおおみねしょうだいせんだつしゅう）」と称し、毎年日本各地から集まる修験者たちの先達を務め、様々な行事を行った。室町時代には36の寺院がこの組織に属していたことから、「当山三十六正大先達衆」とも称されたが、中世後期になると天台宗系の本山派との確執が深刻化し、聖宝ゆかりの三宝院との関係を強めることになる。
慶長年間に袈裟を巡って当山派と本山派が対立を起こすと、当山派は政界にも大きな影響力があった三宝院の義演を頭領に擁して争った。義演から徳川家康への働きかけもあり、慶長18年（1613年）に三宝院と、本山派が本寺と仰ぐ聖護院に対して江戸幕府から修験道法度が出され、一派による独占は否定され、両派間のルールが定められた。これは劣勢にあった当山派には有利なものであり、以後同派は三宝院を法頭として擁することになるとともに、組織としての整備を図り、以後、結衆集団であった当山派は宗派として確立されることとなった。江戸時代には12の寺院が当山派に属し、更に元禄12年（1699年）、三宝院の意向で大和国鳳閣寺の住職を「諸国総袈裟頭」に任じるとともに、江戸の戒定院を鳳閣寺の別院（青山鳳閣寺）に改めてそこで当山派統制の実務にあたらせた。
当山派は、明治維新後の神仏分離令および明治5年（1872年）の修験宗廃止令によって、真言宗に強制的に統合されることになった。